# Zábřezí-Řečice
Zábřezí-Řečice ist eine Gemeinde in Tschechien. Sie liegt sechs Kilometer westlich von Dvůr Králové nad Labem und gehört zum Okres Trutnov.

## Geographie

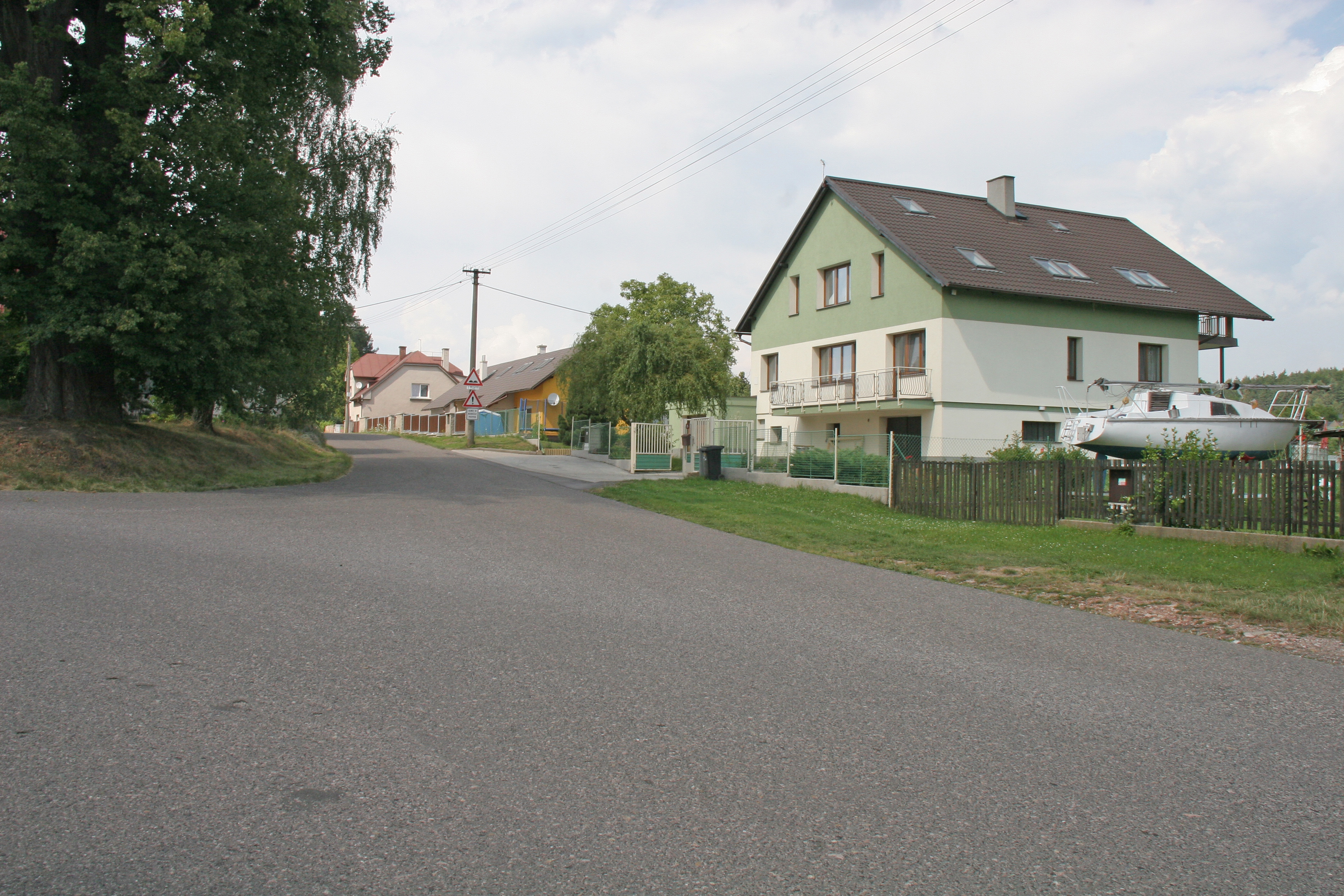
Zábřezí

Der Ort befindet sich im Gebiet des Höhenrückens Zvičinský hřbet und wird vom Řečický potok durchflossen. Südwestlich liegt das Schloss Bílé Poličany.
Nachbarorte sind Hliniky und Chaloupka im Norden, Doubravice im Osten, Velehrádek im Südosten, Bílé Poličany im Süden, Končiny im Südwesten, Trotina im Westen sowie Zdobín im Nordwesten.

## Geschichte
Die erste urkundliche Erwähnung stammt aus dem Jahre 1238, sie betrifft das Dorf Zábřezí.

## Gemeindegliederung
Die Gemeinde Zábřezí-Řečice besteht aus den Ortsteilen Řečice (Retschitz) und Zábřezí (Sabsches) sowie der Ansiedlung Na Vrchách.